# Cava (gmina)

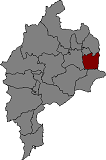
Położenie gminy na mapie comarki Alt Urgell

Cava – gmina w Hiszpanii,  w Katalonii, w prowincji Lleida, w comarce Alt Urgell.
Powierzchnia gminy wynosi 42,91 km². Zgodnie z danymi INE, w 2005 roku liczba ludności wynosiła 60, a gęstość zaludnienia 1,42 osoby/km². Wysokość bezwzględna gminy równa jest 1335 metry. Współrzędne geograficzne gminy to 42°19'38"N, 1°35'8"E.

## Liczba ludności z biegiem lat
- 1991 – 51
- 1996 – 61
- 2001 – 54
- 2004 – 58
- 2005 – 60

## Miejscowości
W skład gminy Cava wchodzą trzy miejscowości, w tym miejscowość gminna o tej samej nazwie:
- Ansovell – liczba ludności: 33
- Cava – 12
- El Querforadat – 15